# صوفيا كامبل
صوفيا كامبل (بالإنجليزية: Sophia Campbell)‏ هي رسامة أسترالية، ولدت في 14 ديسمبر 1777 في بورتسموث في المملكة المتحدة، وتوفيت في 5 مايو 1833 في سيدني في أستراليا.